# Emma Wahler

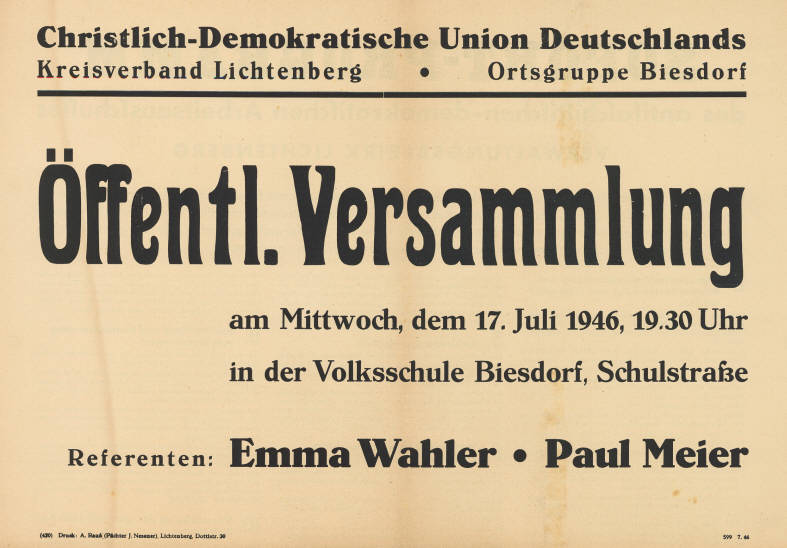
Plakat für eine Wahlveranstaltung der CDU Lichtenberg 1946

Emma Wahler (* 31. August 1906 in Fulda; † 9. März 1993 in Berlin) war eine deutsche Politikerin (CDU).
Emma Wahler besuchte ab 1913 die Schule der Englischen Fräulein zu Fulda und legte 1926 das Reifezeugnis ab. Anschließend besuchte sie die Soziale Frauenschule in Berlin-Charlottenburg und hörte sich Vorlesungen an der Berliner Universität an. 1928 machte sie das Examen als Fürsorgerin und wurde Lehrkraft an einer Kriegswaisen-Haushaltungsschule in Berlin-Wilhelmshagen. Ein Jahr später wurde Wahler Fürsorgerin im Jugendamt im Bezirksamt Wedding. 1931 trat sie der Deutschen Zentrumspartei bei.
Nach dem Zweiten Weltkrieg wurde Wahler Angestellte bei der Berliner Caritas und trat der CDU bei. Bei der ersten Berliner Wahl 1946 wurde sie in die Bezirksverordnetenversammlung (BVV) im Bezirk Lichtenberg gewählt. Sie zog in den (West-Berliner) Wedding um und wurde bei der Wahl 1954 in die BVV Wedding gewählt. Bei der folgenden Wahl 1958 wurde sie in das Abgeordnetenhaus von Berlin gewählt, dem sie bis März 1967 angehörte.